# Phoneutria pertyi
Phoneutria pertyi là một loài nhện trong họ Ctenidae.
Loài này thuộc chi Phoneutria. Phoneutria pertyi được Frederick Octavius Pickard-Cambridge miêu tả năm 1897.